# زورقک لاغر
زورقک لاغر (نام علمی: Cymbium gracile) نام یک گونه از سرده زورقک‌ها است.